# 甲山街道
甲山街道是中华人民共和国广西壮族自治区桂林市秀峰区下辖的一个街道。

## 行政区划
甲山街道下辖以下地区：
长海社区、红头岭社区、福利路社区、琴潭社区、庭江路社区、世纪花园社区、矮山塘村、新立村、桥头村、甲山村、唐家村、东莲村和官桥村。

## 历史沿革
原为甲山乡，2005年8月，撤销甲山乡改设甲山街道办事处。